# Herman Tjeenk Willink
Herman Diederik Tjeenk Willink  (sinh ngày 23 tháng 1 năm 1942) là một chính khách người Hà Lan đã nghỉ hưu của Đảng Lao động (PvdA) và luật gia. Ông được phong Bộ trưởng Danh dự ngày 21 tháng 12 năm 2012.
Tjeenk Willink từng là Nghị sĩ Thượng viện từ ngày 23 tháng 6 năm 1987 đến ngày 11 tháng 3 năm 1997 và giữ chức Chủ tịch Thượng viện từ ngày 11 tháng 6 năm 1991 đến ngày 11 tháng 3 năm 1997. Ông từ chức cả hai vị trí khi được chọn làm Phó Chủ tịch Hội đồng Nhà nước nhậm chức vào ngày 1 tháng 7 năm 1997 và do đó là cố vấn quan trọng nhất của Nữ hoàng Beatrix trong thời gian đó.

## Huy hiệu
| Danh dự         |                                                                                 |          |                      |                                            |
| Thanh ruy-băng  | Tôn kính                                                                        | Quốc gia | Ngày                 | Bình luận                                  |
|                 | Knight Grand Cross of the Order of Orange-Nassau                                | Hà Lan   | 1 tháng 2 năm 2012   | Elevated from Knight (15 tháng 3 năm 1997) |
|                 | Honorary Medal for Initiative and Ingenuity of the Order of the House of Orange | Hà Lan   | 9 tháng 12 năm 2014  | [ 1 ]                                      |
| Tiêu đề Danh dự |                                                                                 |          |                      |                                            |
| Thanh ruy-băng  | Tôn kính                                                                        | Quốc gia | Ngày                 | Bình luận                                  |
|                 | Bộ trưởng Bộ Ngoại giao                                                         | Hà Lan   | 21 tháng 12 năm 2012 | Style of Excellency                        |